# Villentrois-Faverolles-en-Berry
Villentrois-Faverolles-en-Berry és un municipi francès situat al departament de l'Indre, dins la regió del Centre - Vall del Loira. Fou creat el 2019 quan es fusionaren els municipis de Villentrois i Faverolles-en-Berry. El 2021 tenia 874 habitants. William Guimpier n'és l'alcalde des de la seva creació. Hi ha un castell del segle xi que fou construït a iniciativa del comte d'Anjou Folc III Nerra.